# Huangjiu
El huangjiu (en chino, 黄酒; pinyin, huángjiǔ; literalmente, ‘licor amarillo’) es un tipo de bebida alcohólica china elaborada a partir de grano de arroz, mijo o trigo. A diferencia del baijiu no son licores destilados, conteniendo menos de un 20% de alcohol, inclusive del 4 al 8%, debido a la inhibición de la fermentación por el etanol a esa concentración. Estos vinos son tradicionalmente pasteurizados, envejecidos y filtrados antes de su embotellamiento final para su puesta a la venta. Los diversos estilos de huangjiu pueden variar en color de claro a beis, marrón amarillento o marrón rojizo.
El huangjiu se bebe directamente tras enfriarse o calentarse, o se usa en cocina. 
Se produce principalmente en la China continental y Taiwán.

## Clasificaciones
Los vinos fermentados chinos se clasifican según diversos factores, entre los que están su sequedad, el iniciador usado en su producción, y su proceso de elaboración.

### Sequedad/dulzor
Esta es la clasificación formal para todos los vinos chinos. Hay cinco categorías: seco, semiseco, semidulce, dulce y extradulce:
- Seco (gan, 干): con un contenido en azúcar no superior al 1%. Este tipo de vino amarillo tiene la menor temperatura de fermentación. Un ejemplo es el yuanhongjiu (元红酒, literalmente ‘vino rojo campeón’), una especialidad de Shaoxing, llamada así porque los recipientes tradicionales se pintan de rojo.
- Semiseco (ban gan, 半干): con un contenido en azúcar del 1 al 3%. Este tipo de huangjiu puede conservarse durante mucho tiempo y engloba la mayoría de variedades que se exportan de China. Un ejemplo es el jiafanjiu (加饭酒, literalmente ‘vino con arroz añadido’), una variante del yuanhongjiu que implica añadir más arroz durante la fermentación. El jiafanjiu se usa tradicionalmente en ceremonias tales como los nacimientos, compromisos y funerales.
- Semidulce (ban tian, 半甜): con un contenido en azúcar del 3 al 10%. Cuando más se almacene un huangjiu semidulce, más se oscurecerá. Esta variedad no puede conservarse demasiado tiempo. Un ejemplo es el shanniangjiu (善酿酒, literalmente ‘vino mejor hecho’), una especialidad de Shaoxing que usa parte de yuanhongjiu envejecido en vez de agua.
- Dulce (tian, 甜): con un contenido en azúcar del 10 al 20%. Un ejemplo es el feng gang jiu (封缸酒, literalmente ‘vino oculto en jarra de barro’). Comparado con los tipos anteriores, el huangjiu dulce puede fabricarse todo el año según los métodos de producción tradicionales.
- Extradulce (nong tian, 浓甜): con un contenido en azúcar igual o superior al 20%. Un ejemplo de esta variedad es el xiang xue jiu (香雪酒, literalmente ‘vino nieve fragante’).

### Iniciador
- Iniciador pequeño (小麴, 小曲; pinyin: xiǎo qū): Vinos inoculados usando arroz cultivado con Rhizopus, levadura y otros microorganismos. La mezcla genera menos calor, porque se usa principalmente en el sur tropical de China.
- Iniciador grande (酒麴, 酒曲; pinyin: jiǔ qū): Vinos inoculados usando arroz cultivado con Aspergillus oryzae y levadura. Casi todas las bebidas alcohólicas populares en China pertenecen a este tipo.
- Iniciador rojo (紅麴, 红曲; pinyin: hóng qū): Vinos que se aromatizan y colorean con Monascus purpureus u otros mohos de arroz rojos del género Monascus.

### Método de producción
- Arroz caliente (燙飯; pinyin: tàng fàn): El arroz al vapor usado para hacer el vino se enfría al aire hasta que solo está templado antes de procesarlo.
- Arroz frío (凉飯; pinyin: liáng fàn): El arroz al vapor usado para hacer el vino es pasado por agua fría antes de procesarlo. El puré sin filtrar para este vino se come a veces como postre o se usa como iniciador para otros vinos.
- Arroz añadido (加飯 o 餵飯; pinyin: jiā fàn o wèi fàn): Se añade continuamente arroz al vapor a la mezcla en fermentación (hasta tres veces), obteniendo un vino más dulce.
- Fortificado: Se añaden vinos destilados al puré en fermentación, incrementando la cantidad de alcohol y deteniendo el proceso. Esto deja una cantidad importante de azúcar sin fermentar, produciendo un vino especialmente dulce.

## Tipos

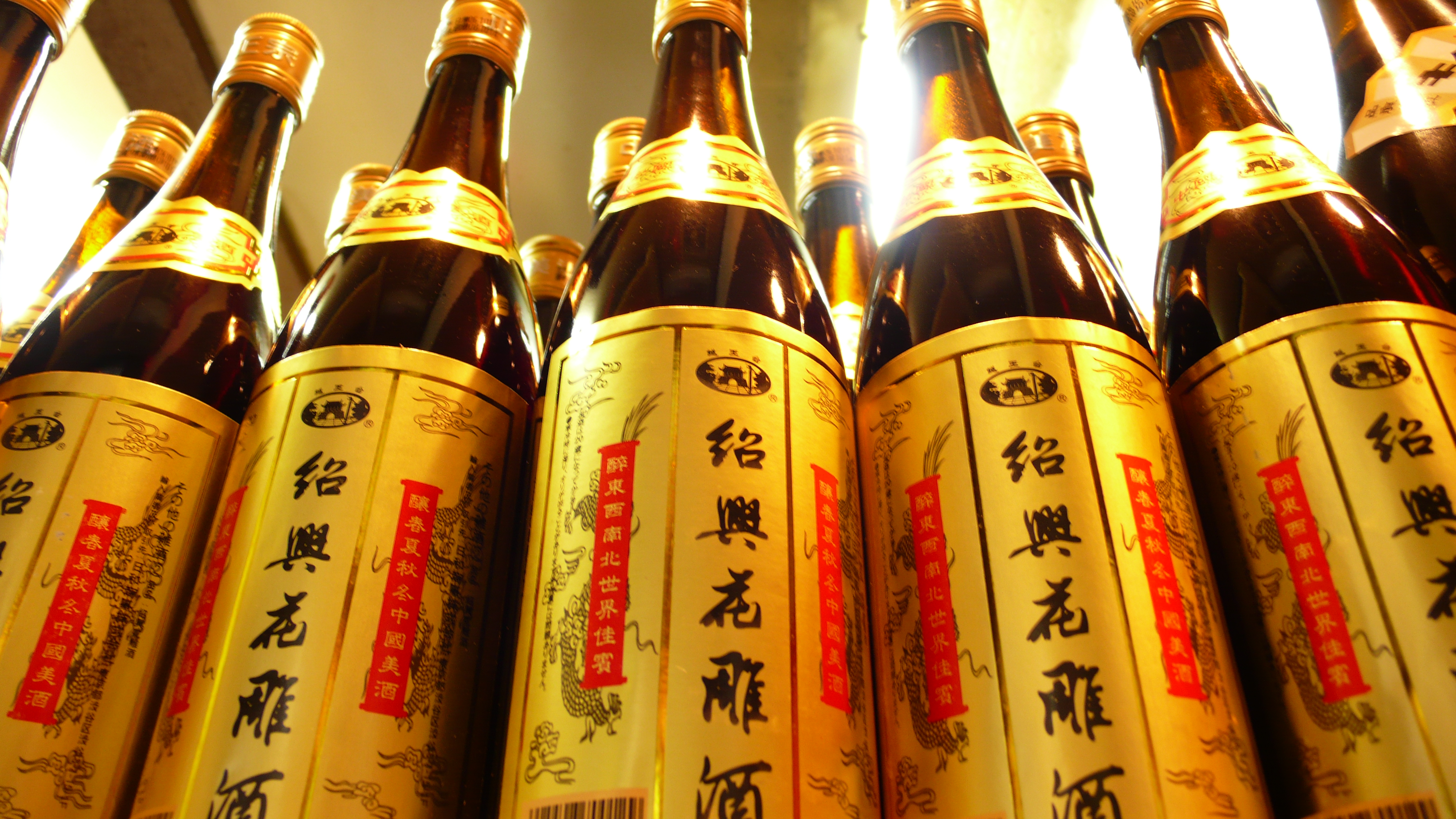
Botellas de vino de Shaoxing.

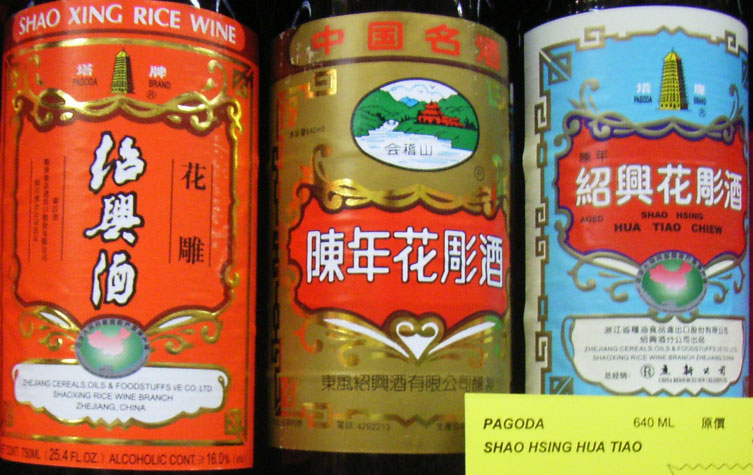
Botellas de huadiao jiu.

Algunos de los licores amarillos más populares son:
- Mijiu (米酒; pinyin: mǐjiǔ) es el nombre genérico para el vino de arroz fermentado chino, parecido al sake japonés. Suele ser claro y se usa tanto para beberlo como en cocina. El mijiu destinado a la cocina contiene a menudo un 1,5% de sal. El contenido en alcohol por volumen es de 12–19,5%.
- Vino de arroz glutinoso de Fujian (福建糯米酒; pinyin: Fújiàn nuòmǐ jiǔ): elaborado añadiendo una larga lista de caras hierbas medicinales chinas a un vino de arroz glutinoso con bajo contenido alcohólico. Esta técnica de producción única emplea otro vino como materia prima, en lugar de empezar con agua. El producto final tiene un color rojo anaranjado y un contenido alcohólico del 18%.[2]
- Huadiao jiu (花雕酒; pinyin: huādiāo jiǔ, literalmente ‘vino de escultura florida’), también llamado nu'er hong (女儿红; pinyin: nǚ'ér hóng, literalmente ‘hija roja’): una variedad de huangjiu originaria de Shaoxing, en la  provincia de la costa este de Zhejiang. Se hace con arroz glutinoso y trigo. Este vino evolucionó de la tradición de Shaoxing de enterrar nu'er hong cuando nacía una hija, desenterrándolo cuando ésta iba a casarse. Los recipientes se decoraban con colores brillantes como regalo de bodas. Para hacerlo más atractivo, la gente empezó a usar cerámica con flores y patrones tallados. El huadiao jiu contiene un 16% de alcohol por volumen.
- Vino de Shaoxing (绍兴酒 o 紹興酒; pinyin: Shàoxīng jiǔ): es la versión de alta graduación alcohólica más conocida internacionalmente. Suele usarse en la cocina china, además de beberse. Su color rojizo se debe al arroz rojo fermentado. Un importante productor de este tipo de vino es Zhejiang Gu Yue Long Shan Shaoxing Wine Co., Ltd. (古越龍山) de Shaoxing (Zhejiang).[3] No es infrecuente que algunas variedades de vino de Shaoxing se envejezcan durante 50 años o más.[4]
- Hong lu jiu (红露酒 o 紅露酒; pinyin: hóng lù jiǔ; literalmente ‘vino de rocío rojo’): hecho básicamente igual que el vino de Shaoxing, pero con menor graduación. Recibe nombres diferentes según su edad, recipiente y modo de empleo.
- Liaojiu (料酒; pinyin: liàojiǔ; literalmente ‘vino ingrediente’): es un huangjiu de baja graduación usado ampliamente en la cocina china. Se vende a menudo con diversos condimentos añadidos, como clavo, anís estrellado, cassia, cardamomo negro, pimienta de Sichuan, jengibre, nuez moscada y sal.